# Jerome, Arkansas
Jerome là một thị trấn thuộc quận Drew, tiểu bang Arkansas, Hoa Kỳ. Năm 2010, dân số của thị trấn này là 39 người.

## Dân số
- Dân số năm 2000: 46 người.
- Dân số năm 2010: 39 người.